# John E. Repetski
John E. Repetski est un paléontologue américain.
En 1983, avec Raymond L. Ethington, il a décrit l'espèce de conodontes †Rossodus manitouensis.

## Publications
- (en) Repetski J.E. &  Ethington R.L., 1983. Rossodus manitouensis (Conodonta), a New Early Ordovician Index Fossil. Journal of Paleontology, Vol. 57, No. 2 (Mar., 1983), pages 289-301 (URL stable sur JSTOR).